# Kugelsteinhöhle II
Die Kugelsteinhöhle II, auch Tropfsteinhöhle oder Bärenhöhle genannt, bei Deutschfeistritz befindet sich in 478 m ü. A. im Kugelstein nördlich des Hauptortes von Deutschfeistritz, Steiermark in Österreich.

## Lage
Die Kugelsteinhöhle II befindet sich am östlichen Hang des Kugelsteins unterhalb der Kugelsteinhöhle III.

## Beschreibung
Die rund 80 Meter lange Kugelsteinhöhle II hat einen relativ großen Eingang. Vom Eingang führt ein horizontaler Gang nach etwa 18 Meter in den Berg, ehe er sich dann in südliche Richtung weitet und einen kleinen Raum bildet. Von diesem Raum führt der Hauptgang rund 5 Meter in westliche Richtung weiter, ehe er nach Süden abbiegt und nach weiteren 8 Metern zu einem verlehmten Versturz führt. Oberhalb des Versturzes befindet sich eine 15 Meter lange, 6 Meter breite und 5 Meter hohe Halle mit Sinter- und Tropfsteinschmuck. In der Mitte der nördlichen Hallenwand befindet sich eine steil aufwärts führende, etwa 7 Meter hohe Kluft. Im Norden schließt an die Halle ein 6 Meter langer, berauf führender und mit Bruchschutt bedeckter Gang an.
Der Höhlenboden besteht großteils aus feinen gelbbraunen und glimmerreichen Sand, welcher in den oberen Lagen mit feinem Schotter und in den tieferen Lagen mit Sinterstücken und zersetztem Kalkschutt durchsetzt ist. In etwa 1,3 Metern tiefe wird der Sandboden von einer dünnen Sinterschicht unterbrochen. In etwa 1,5 Metern tiefe wird der gelbbraune Sand von gröberen grauen Sand mit scharfkantigem Schutteinlagerungen abgelöst.
Im Eingangsbereich wurden mehrere römerzeitliche Scherben und Münzen sowie in den tieferen Schichte zwei aus Quarzit gefertigte Artefakte gefunden. Weiters gab es zahlreiche Knochenfunde in der Höhle, wovon etwa 90 Prozent von Höhlenbären stammen. Weitere Knochenfunde stammen unter anderem vom Wollnashorn, Mammut, Alpenkrähe und Birkhuhn.